# Howard R. Morris

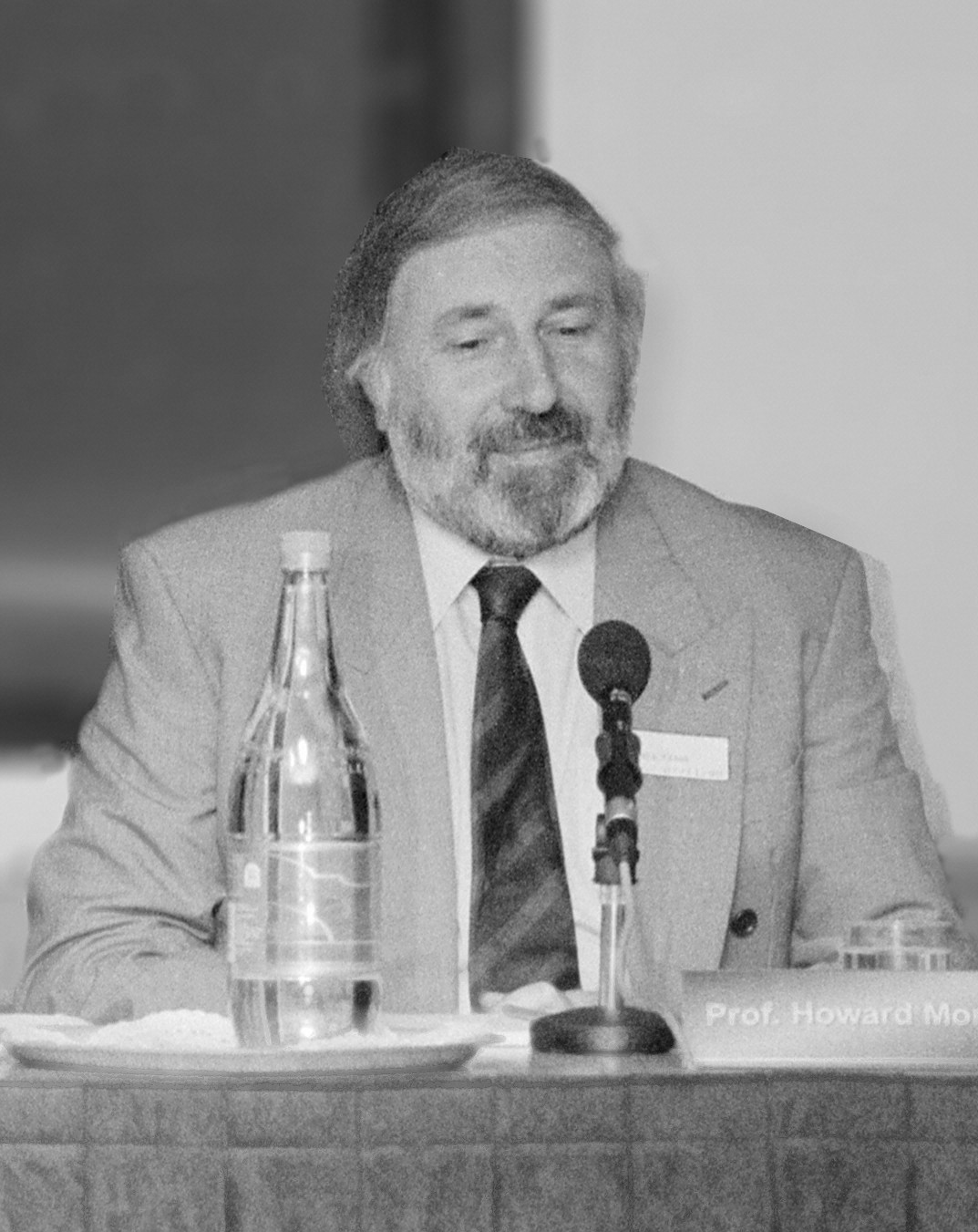
Howard Morris (1995)

Howard Redfern Morris (* 4. August 1946) ist ein britischer Biochemiker.
Morris wurde 1970 an der University of Leeds in Biophysik promoviert. Als Post-Doktorand war er an der Universität Cambridge und danach im Laboratory of Molecular Biology des Medical Research Council in Cambridge. Ab 1975 war er Lecturer, ab 1978 Reader und ab 1980 Professor für Biochemie am Imperial College London.
1979 gründete er die M-Scan Firmengruppe und war deren CSO und Vorsitzender bis zu deren Übernahme 2010. Er ist Präsident und Chief Scientific Officer der Firma Biopharmaspec Ltd.
Morris ist ein Pionier in der Anwendung der Massenspektrometrie zur Aufklärung komplexer Biomoleküle wie Proteine und Glycoproteine, darunter Enkephalin. Damit konnten posttranslationale Modifikationen bestimmt werden, die sich nicht aus der Gensequenzierung ergeben. Er leistete wichtige Beiträge sowohl zur Strategie (zum Beispiel Peptid- und Glycopeptid-Mapping) als auch zur Instrumentenentwicklung (Q-TOF, quadrupole orthogonal acceleration time-of-flight).
1988 wurde er Fellow der Royal Society, deren Royal Medal er 2014 erhielt für Pionierforschung in biomolekularer Massenspektrometrie, einschließlich Strategie und Instrumentenentwicklung, und für herausragendes Unternehmertum bei biopharmazeutischer Charakterisierung (Laudatio). Er erhielt 2010 die Blaise-Pascal-Medaille und 2012 die Rosalind Franklin Medal and Prize des Institute of Physics für Beiträge zum Entwurf von Massenspektrometern, die die Peptid-Sequenzierung revolutionierten und die Proteomik-Revolution befeuerten (Laudatio). Er wurde 1979 Mitglied der European Molecular Biology Organization. 2021 wurde er Ehrendoktor des Imperial College.

## Schriften (Auswahl)
- mit D. E. M. Lawson, D. H. Williams u. a.: Identification of 1, 25-dihydroxycholecalciferol, a new kidney hormone controlling calcium metabolism, Nature, Band 230, 1971, S. 228–230.
- mit J. Hughes u. a.: Identification of two related pentapeptides from the brain with potent opiate agonist activity, Nature, Band 258, 1975, S. 577–579
- mit M.Panico u. a.: Fast atom bombardment: a new mass spectrometric method for peptide sequence analysis, Biochemical and Biophysical Research Communications, Band 101, 1981, S. 623–631
- mit S. D. Brain, I. MacIntyre u. a.: Calcitonin gene-related peptide is a potent vasodilator, Nature, Band 313, 1985, S. 54–56
- mit M. Mueckler u. a.: Sequence and structure of a human glucose transporter, Science, Band 229, 1985, S. 941–945
- mit G. W. Taylor, R. R. Kay u. a.: Chemical structure of the morphogen differentiation inducing factor from Dictyostelium discoideum, Nature, Band 328, 1987, S. 811–814
- mit T. Paxton u. a.: High sensitivity collisionally-activated decomposition tandem mass spectrometry on a novel quadrupole/orthogonal-acceleration time-of-flight mass spectrometer, Rapid Communications in Mass Spectrometry, Band 10, 1996, S. 889–896
- mit O. Billker u. a.: Identification of xanthurenic acid as the putative inducer of malaria development in the mosquito, Nature, Band 392, 1998, S. 289–292
- mit A. Dell: Glycoprotein structure determination by mass spectrometry, Science, Band 291, 2001, S. 2351–2356
- mit M. Wacker u. a.: N-linked glycosylation in Campylobacter jejuni and its functional transfer into E. coli, Science, Band 298, 2002, S. 1790–1793